# Vuelta a Asturias 2024
La Vuelta a Asturias 2024, sessantasettesima edizione della corsa e valida come prova dell'UCI Europe Tour 2024 categoria 2.1, si svolse in tre tappe dal 26 al 28 aprile su un percorso di 519,1 km, con partenza e arrivo a Oviedo, nelle Asturie, in Spagna. La vittoria fu appannaggio del messicano Isaac Del Toro, il quale completò il percorso in 12h59'04", alla media di 39,978 km/h, precedendo il polacco Rafał Majka e l'uruguaiano Eric Fagúndez.
Sul traguardo di Oviedo 84 ciclisti, dei 105 partiti, portarono a termine la competizione.

## Tappe
| Tappa  | Data      | Percorso                       | km    | Vincitore di tappa | Leader cl. generale |
| ------ | --------- | ------------------------------ | ----- | ------------------ | ------------------- |
| 1ª     | 26 aprile | Oviedo > Pola de Lena          | 179,1 | Isaac Del Toro     | Isaac Del Toro      |
| 2ª     | 27 aprile | Ribera de Arriba > Ribadesella | 200   | António Morgado    | Isaac Del Toro      |
| 3ª     | 28 aprile | Benia de Onís > Oviedo         | 140   | Finn Fisher-Black  | Isaac Del Toro      |
| Totale | Totale    | Totale                         | 519,1 |                    |                     |

## Squadre e corridori partecipanti
| N.    | Cod. | Squadra                |
| ----- | ---- | ---------------------- |
| 1-7   | PTK  | Team Polti Kometa      |
| 11-17 | MOV  | Movistar Team          |
| 21-27 | UAD  | UAE Team Emirates      |
| 31-37 | TEN  | TotalEnergies          |
| 41-47 | BBH  | Burgos-BH              |
| 51-57 | CJR  | Caja Rural-Seguros RGA |
| 61-67 | EUS  | Euskaltel-Euskadi      |
| 71-77 | EKP  | Equipo Kern Pharma     |

| N.      | Cod. | Squadra                          |
| ------- | ---- | -------------------------------- |
| 81-87   | IBA  | Illes Balears Arabay Cycling     |
| 91-97   | SAT  | Sabgal-Anicolor                  |
| 101-105 | CDF  | ABTF Betão-Feirense              |
| 111-117 | GLC  | Global 6 United                  |
| 121-127 | PTL  | Petrolike                        |
| 131-137 | VSC  | Victoria Sports Pro Cycling Team |
| 141-147 | MEN  | MENtoRISE MLMsuperstars          |
| 151-157 | SUT  | Sidi Ali-Unlock Team             |

## Dettagli delle tappe

### 1ª tappa
- 28 aprile: Oviedo > Pola de Lena – 179,1 km

Risultati
| Pos. | Corridore      | Squadra | Tempo    |
| ---- | -------------- | ------- | -------- |
| 1    | Isaac Del Toro | UAE     | 4h46'14" |
| 2    | Rafał Majka    | UAE     | a 1'01"  |
| 3    | Eric Fagúndez  | Burgos  | a 1'04"  |

| Pos. | Corridore      | Squadra | Tempo    |
| ---- | -------------- | ------- | -------- |
| 1    | Isaac Del Toro | UAE     | 4h46'04" |
| 2    | Rafał Majka    | UAE     | a 1'05"  |
| 3    | Eric Fagúndez  | Burgos  | a 1'10"  |

### 2ª tappa
- 29 aprile: Ribera de Arriba > Ribadesella – 200 km

Risultati
| Pos. | Corridore       | Squadra  | Tempo    |
| ---- | --------------- | -------- | -------- |
| 1    | António Morgado | UAE      | 4h50'18" |
| 2    | Albert Torres   | Movistar | s.t.     |
| 3    | Isaac Del Toro  | UAE      | s.t.     |

| Pos. | Corridore      | Squadra | Tempo    |
| ---- | -------------- | ------- | -------- |
| 1    | Isaac Del Toro | UAE     | 9h36'18" |
| 2    | Rafał Majka    | UAE     | a 1'09"  |
| 3    | Eric Fagúndez  | Burgos  | a 1'14"  |

### 3ª tappa
- 30 aprile: Benia de Onís > Oviedo – 140 km

Risultati
| Pos. | Corridore         | Squadra       | Tempo    |
| ---- | ----------------- | ------------- | -------- |
| 1    | Finn Fisher-Black | UAE           | 3h22'52" |
| 2    | Isaac Del Toro    | UAE           | s.t.     |
| 3    | Jordan Jegat      | TotalEnergies | s.t.     |

| Pos. | Corridore      | Squadra | Tempo     |
| ---- | -------------- | ------- | --------- |
| 1    | Isaac Del Toro | UAE     | 12h59'04" |
| 2    | Rafał Majka    | UAE     | a 1'15"   |
| 3    | Eric Fagúndez  | Burgos  | a 1'20"   |

## Evoluzione delle classifiche
| Tappa             | Vincitore         | Classifica generale Maglia blu | Classifica scalatori Maglia a pois | Classifica punti Maglia verde | Classifica giovani Maglia bianca | Classifica a squadre |
| ----------------- | ----------------- | ------------------------------ | ---------------------------------- | ----------------------------- | -------------------------------- | -------------------- |
| 1ª                | Isaac Del Toro    | Isaac Del Toro                 | Ibon Ruiz                          | Isaac Del Toro                | Isaac Del Toro                   | UAE Team Emirates    |
| 2ª                | António Morgado   | Isaac Del Toro                 | Ibon Ruiz                          | Isaac Del Toro                | Isaac Del Toro                   | UAE Team Emirates    |
| 3ª                | Finn Fisher-Black | Isaac Del Toro                 | Ibon Ruiz                          | Isaac Del Toro                | Isaac Del Toro                   | UAE Team Emirates    |
| Classifica finale | Classifica finale | Isaac Del Toro                 | Ibon Ruiz                          | Isaac Del Toro                | Isaac Del Toro                   | UAE Team Emirates    |

Maglie indossate da altri ciclisti in caso di due o più maglie vinte
- Nella 2ª tappa Rafał Majka ha indossato la maglia verde al posto di Isaac Del Toro.
- Nella 2ª e 3ª tappa Afonso Eulálio ha indossato la maglia bianca al posto di Isaac Del Toro.
- Nella 3ª tappa António Morgado ha indossato la maglia verde al posto di Isaac Del Toro.

## Classifiche finali

### Classifica generale - Maglia blu
| Pos. | Corridore        | Squadra       | Tempo     |
| ---- | ---------------- | ------------- | --------- |
| 1    | Isaac Del Toro   | UAE           | 12h59'04" |
| 2    | Rafał Majka      | UAE           | a 1'15"   |
| 3    | Eric Fagúndez    | Burgos-BH     | a 1'20"   |
| 4    | José Manuel Díaz | Burgos-BH     | a 1'22"   |
| 5    | Afonso Eulálio   | ABTF          | a 1'48"   |
| 6    | Fernando Barceló | Caja Rural    | a 2'00"   |
| 7    | Alex Molenaar    | Illes Balears | a 2'20"   |
| 8    | Pelayo Sánchez   | Movistar      | s.t.      |
| 9    | Igor Arrieta     | UAE           | s.t.      |
| 10   | Diego Camargo    | Petrolike     | a 2'32"   |

### Classifica a punti - Maglia verde
| Pos. | Corridore        | Squadra       | Punti |
| ---- | ---------------- | ------------- | ----- |
| 1    | Isaac Del Toro   | UAE           | 61    |
| 2    | Fernando Barceló | Caja Rural    | 32    |
| 3    | Eric Fagúndez    | Burgos-BH     | 30    |
| 4    | Rafał Majka      | UAE           | 28    |
| 5    | Alex Molenaar    | Illes Balears | 27    |

### Classifica scalatori - Maglia a pois
| Pos. | Corridore        | Squadra       | Punti |
| ---- | ---------------- | ------------- | ----- |
| 1    | Ibon Ruiz        | Kern          | 33    |
| 2    | Isaac Del Toro   | UAE           | 14    |
| 3    | Paul Ourselin    | TotalEnergies | 10    |
| 4    | José Manuel Díaz | Burgos-BH     | 8     |
| 5    | Rafał Majka      | UAE           | 7     |

### Classifica giovani - Maglia bianca
| Pos. | Corridore       | Squadra     | Punti     |
| ---- | --------------- | ----------- | --------- |
| 1    | Isaac Del Toro  | UAE         | 12h59'04" |
| 2    | Afonso Eulálio  | ABTF        | a 1'48"   |
| 3    | Pelayo Sánchez  | Movistar    | a 2'20"   |
| 4    | Igor Arrieta    | UAE         | s.t.      |
| 5    | Jorge Gutiérrez | Kern Pharma | a 2'38"   |

### Classifica a squadre
| Pos. | Squadra            | Tempo     |
| ---- | ------------------ | --------- |
| 1    | UAE Team Emirates  | 39h01'13" |
| 2    | Burgos-BH          | a 1'55"   |
| 3    | Equipo Kern Pharma | a 3'55"   |
| 4    | Movistar Team      | a 5'21"   |
| 5    | Euskaltel-Euskadi  | a 5'48"   |